# Japan Open Tennis Championships 2022
Il Japan Open Tennis Championships 2022 è stato un torneo di tennis giocato su campi in cemento all'aperto. È stata la 48ª edizione del Japan Open Tennis Championships, che fa parte del circuito ATP Tour 500 nell'ambito dell'ATP Tour 2022. Gli incontri si sono svolti all'Ariake Coliseum di Tokyo, Giappone, dal 3 ottobre al 9 ottobre 2022.

## Partecipanti ATP singolare

### Teste di serie
| Nazionalità | Giocatore        | Ranking* | Testa di serie |
| ----------- | ---------------- | -------- | -------------- |
| Norvegia    | Casper Ruud      | 2        | 1              |
| Regno Unito | Cameron Norrie   | 8        | 2              |
| Stati Uniti | Taylor Fritz     | 12       | 3              |
| Stati Uniti | Frances Tiafoe   | 19       | 4              |
| Australia   | Nick Kyrgios     | 20       | 5              |
| Australia   | Alex de Minaur   | 22       | 6              |
| Canada      | Denis Shapovalov | 24       | 7              |
| Regno Unito | Daniel Evans     | 25       | 8              |
| Croazia     | Borna Ćorić      | 26       | 9              |

* Ranking aggiornato al 26 settembre 2022.

### Altri partecipanti
I seguenti giocatori hanno ricevuto una wildcard per il tabellone principale:
- Kaichi Uchida
- Yasutaka Uchiyama
- Shintaro Mochizuki

I seguenti giocatori sono passati dalle qualificazioni:

- Yuta Shimizu
- Ramkumar Ramanathan
- Sho Shimabukuro
- Rio Noguchi

Il seguente giocatore è entrato in tabellone come lucky loser:
- Hiroki Moriya

### Ritiri
Prima del torneo
- Jenson Brooksby → sostituito da  Tseng Chun-hsin
- Marcos Giron → sostituito da  Kamil Majchrzak
- Cameron Norrie → sostituito da  Hiroki Moriya
- João Sousa → sostituito da  Steve Johnson
- Alexander Zverev → sostituito da  Alexei Popyrin

## Partecipanti ATP doppio

### Teste di serie
| Nazione     | Giocatore          | Nazione   | Giovatore            | Ranking* | Testa di serie |
| ----------- | ------------------ | --------- | -------------------- | -------- | -------------- |
| Australia   | Thanasi Kokkinakis | Australia | Nick Kyrgios         | 34       | 1              |
| Australia   | Matthew Ebden      | Australia | Max Purcell          | 69       | 2              |
| Brasile     | Rafael Matos       | Spagna    | David Vega Hernández | 74       | 3              |
| Regno Unito | Daniel Evans       | Australia | John Peers           | 108      | 4              |

* Ranking aggiornato al 26 settembre 2022.

### Altri partecipanti
Le seguenti coppie di giocatori hanno ricevuto una wildcard per il tabellone principale:
- Toshihide Matsui /  Kaito Uesugi
- Yoshihito Nishioka /  Kaichi Uchida

La seguente coppia di giocatori è passata dalle qualificazioni:
- Sander Gillé /  Joran Vliegen

### Ritiri
Prima del torneo
- Tarō Daniel /  Marcos Giron → sostituito da  Brandon Nakashima /  Hunter Reese
- Miomir Kecmanović /  João Sousa → sostituito da  Hans Hach Verdugo /  Miomir Kecmanović
- Pedro Martínez /  Cameron Norrie → sostituiti da  Pedro Martínez /  Bernabé Zapata Miralles

## Campioni

### Singolare
Taylor Fritz ha sconfitto in finale  Frances Tiafoe con il punteggio di 7–6(3), 7–6(2).
• È il quarto titolo in carriera per Fritz, il terzo della stagione.

### Doppio
Mackenzie McDonald /  Marcelo Melo hanno sconfitto in finale  Rafael Matos /  David Vega Hernández con il punteggio di 6-4, 3-6, [10-4].